# Polska Akademia Nauk – Stacja Naukowa w Paryżu
Polska Akademia Nauk – Stacja Naukowa w Paryżu (fr. Académie Polonaise des Sciences – Centre Scientifique à Paris) – jednostka naukowa Polskiej Akademii Nauk (PAN) z siedzibą w Paryżu. Jest jedną z sześciu stacji naukowych PAN za granicą, obok placówek w Berlinie, Brukseli, Kijowie, Rzymie i Wiedniu. 

## Profil
Stacja zajmuje się promocją polskiej nauki we Francji i krajach frankofońskich, upowszechnianiem wiedzy o relacjach polsko-francuskich i rozwijaniem współpracy między oboma krajami na gruncie badawczym. Organizuje konferencje naukowe i kulturalne oraz wydaje publikacje. Prowadzi też bazę noclegową dla polskich naukowców, przebywających krótkoterminowo w Paryżu.

## Historia i działalność

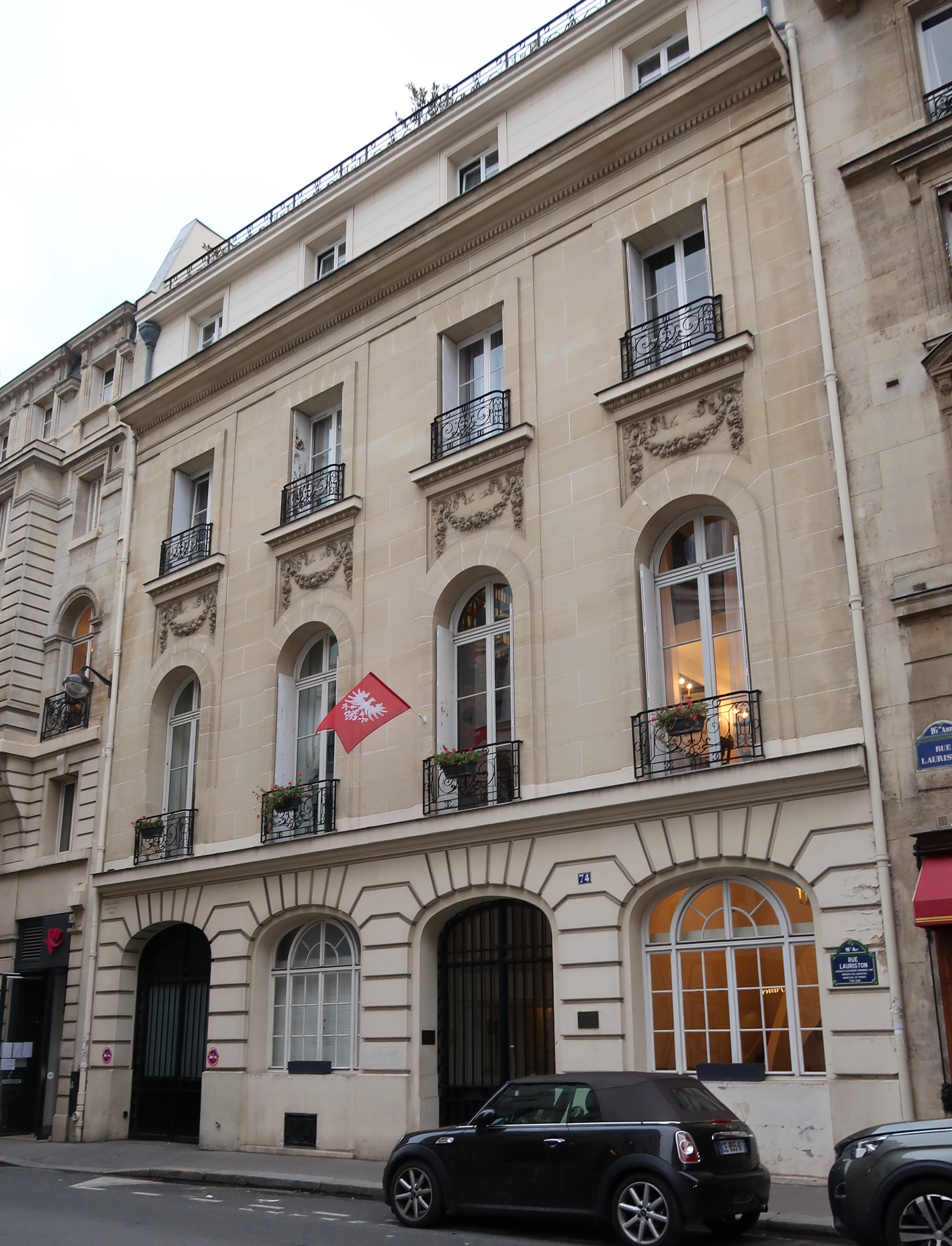
Siedziba Stacji Naukowej w Paryżu

Stacja jest bezpośrednią następczynią ośrodka zagranicznego Akademii Umiejętności w Krakowie, utworzonego przy Bibliotece Polskiej w Paryżu 3 maja 1893. Ośrodek powstał na fali rosnącej świadomości roli dziedzictwa narodowego, w tym naukowego, i konieczności jego ochrony. Zadaniem ośrodka było ułatwianie polskim naukowcom badań w Paryżu i inicjowanie kontaktów Akademii z francuskim światem naukowym. Od 1919 Stacja była placówką Polskiej Akademii Umiejętności (PAU). W tym czasie Biblioteka Polska wraz ze Stacją były największą zagraniczną placówką naukową Paryża. W 1946, wyniku konfliktu między środowiskiem emigranckim w Paryżu a władzami PRL, narzucającymi Stacji komunistyczną ideologię, PAU podjęła uchwałę o rozdzieleniu Stacji od Biblioteki Polskiej, będącej ośrodkiem opozycyjnym wobec polskiego rządu.  
Po likwidacji PAU w 1951 Stacja stała się jednostką Polskiej Akademii Nauk. Zadaniem placówki stała się organizacja pomocy naukowej dla Polski po II wojnie światowej: przygotowywanie ekspertyz, kwerend bibliotecznych, gromadzenie dokumentacji, a także ułatwianie pracy francuskim naukowcom i lektorom języka polskiego. W latach 70. XX w. nastąpiło ożywienie w polsko-francuskich relacjach naukowych, co umożliwiło Stacji włączenie się we francuskie projekty badawcze i rocznicowe oraz inicjowanie wydarzeń z udziałem polskich badaczy. W latach 80. XX w., wskutek izolacji Polski po wprowadzaniu stanu wojennego, aktywność Stacji uległa osłabieniu. 
Wraz z transformacją systemową w Polsce po 1989 działalność Stacji ponownie się ożywiła. Nawiązała kontakty naukowe i kulturalne m.in. z Instytutem Literackim, UNESCO, Académie des Sciences de l'Institut de France, Centre National de la Recherche Scientifique, Association des Médecins d’Origine Polonaise en France, Association des Ingénieurs et Techniciens Polonais en France. Współpracuje też z innymi stacjami zagranicznymi PAN przy organizacji wydarzeń naukowych i popularnonaukowych.

## Publikacje
Od 1998 Stacja wydaje rocznik „Annales” (od 2005 w całości po francusku), zawierający wybór odczytów wygłoszonych w Stacji, kalendarium, wspomnienia i teksty archiwalne.

## Biblioteka
Od 1947 Stacja prowadzi bibliotekę, liczącą obecnie ok. 10 000 woluminów i wyspecjalizowaną w gromadzeniu publikacji o związkach Polski i Francji, historii Polski w kontekście europejskim, historii polskiej nauki i dziedzictwa kulturalnego.

## Dyrektorzy stacji
- Stanisław Wędkiewicz (1946–1960)
- Paweł Szulkin
- Witold Stefański
- Feliks Widy-Wirski (1965–1970)
- Paweł Nowacki
- Bolesław Kalabiński
- Leszek Kasprzyk
- Wiesław Skrzydło (1985–1991)
- Remigiusz Forycki (1991–1993)
- Jerzy Wojciech Borejsza (1993–1996)
- Henryk Ratajczak (1996–2004)
- Jerzy Pielaszek (2004–2012)
- Zbigniew Kuźnicki (2012–2014)
- Marek Więckowski (2014–2017)
- Maciej Forycki (2017–2020)
- Kamil Szafranski (2020–2021)
- Magdalena Sajdak (2021–2024)